# 도로시 코민고어
메리 루이즈 코민고어(영어: Mary Louis Comingore, 1913년 8월 24일 ~ 1971년 12월 30일)는 도로시 코민고어(영어: Dorothy Comingire)라는 예명으로 활동한 미국의 배우이다. 오손 웰스의 데뷔 영화 시민 케인에서 수잔 알렉산더 케인 역을 맡은 것으로 유명하다. 초기에 활동할 때는 린다 윈터스(Linda Winters)라는 명칭을 사용했으며, 공연을 할 때에는 케이 윈터스(Kay Winters)라는 별칭을 썼다. 1952년 하원 비미 활동 위원회의 대답 거부로 할리우드 블랙리스트에 오르며 배우로서의 경력이 단절되었다.